# VPREB3
VPREB3‏ (V-set pre-B cell surrogate light chain 3) هوَ بروتين يُشَفر بواسطة جين VPREB3 في الإنسان.